# Xian de Huinan
Le xian de Huinan (辉南县 ; pinyin : Huīnán Xiàn) est un district administratif de la province du Jilin en Chine. Il est placé sous la juridiction de la ville-préfecture de Tonghua.

## Démographie
La population du district était de 356 272 habitants en 1999.